# Лоренц Енгель
Лóренц Éнгель (нім. Lorenz Engell, нар. 28 січня 1959, Дюсельдорф) — німецький медіадослідник та професор медіафілософії на факультеті Медіа в Університеті Баугауз у Ваймарі. З 2008 року він є директором Міжнародного дослідницького інституту культурних технолоґій та медіафілософії (IKKM, Ваймар).

## Життєпис
З 1977 року починає займатися дослідженнями театру, кіно, телебачення, а також романістикою та історією мистецтва в університеті Кьольну, де 1982 року отримує ступінь магістра. Упродовж 1985—1993 років працює викладачем, а згодом доцентом на факультеті театру, кіно та телебачення у Кельнському університеті, де 1988 року захищає дисертацію. 1993 року Лоренц проходить габілітацію та отримує другий докторський ступінь, працюючи над обґрунтуванням співвідношення теорії систем та взаємодії історіографії та історії кіно.
З 1993 року — професор кафедри теорії сприяняття, історії та теорії комунікації та медіа на факультеті дизайну, у коледжі Архітектури та будівництва у Ваймарі (тепер — Університет Баугауз), З 1996 року є деканом факультету медіа в університеті Баугауз, а з 2008 року разом з Бернардом Зігертом очолює Міжнародний коледж технологій культури та філософії медіа.

## Теоретичні погляди
Лоренц Енгель є представником першого покоління дослідників у Німеччині, які стали сприймати медіадослідження як незалежне поле у сфері гуманітарних наук. Фокусуючись на питаннях фільму та телебачення у своїх працях він наслідує філософію кіно Жиля Дельоза та теорію систем Нікласа Лумана.

Починаючи з написання своїй дисертації «Від протесту до нудьги. Логічні та темпоральні засади телебачення» (Vom Widerspruch zur Langeweile. Logische und temporale Begründungen des Fernsehens, 1989) Енгель працює з філософським підґрунтям теорії телевізійного медіуму, в термінах «аристотеліанського луманізму» наголошуючи на спроможності цього медіуму до рефлексії щодо свого власного простору.

## Вибрані праці
- Lorenz Engell. Vom Widerspruch zur Langeweile : logische und temporale Begründungen des Fernsehens / Lorenz Engell. — Frankfurt am Main ; New York : P. Lang, 1989. — xii, 336 S. — ISBN 3631417896.
- Lorenz Engell. Sinn und Industrie : Einführung in die Filmgeschichte / Lorenz Engell. — Frankfurt ; New York : Campus Verlag ; Paris : Edition de la Maison des Sciences de l'Homme, 1992. — 314 S. — ISBN 3593347253.
- Lorenz Engell. Das Gespenst der Simulation : ein Beitrag zur Überwindung der «Medientheorie»durch Analyse ihrer Logik und Ästhetik / Lorenz Engell. — Weimar : Verlag und Datenbank für Geisteswissenschaften, 1994. — 73 S. — ISBN 3929742357.
- Lorenz Engell. Bewegen beschreiben : Theorie zur Filmgeschichte / Lorenz Engell. — Weimar : VDG, 1995. — 404 S. — ISBN 3929742632.
- Lorenz Engell. Ausfahrt nach Babylon : Essais und Vorträge zur Kritik der Medienkultur / Lorenz Engell. — Weimar : Verlag und Datenbank für Geisteswissenschaften, 2000. — 342 S. — ISBN 389739121X.
- Lorenz Engell. Bilder des Wandels / Lorenz Engell. — Weimar : VDG, Verlag und Datenbank für Geisteswissenschaften, 2003. — 151 S. — ISBN 3897393697.
- Lorenz Engell. Playtime: Münchener Film-Vorlesungen / Lorenz Engell. — Konstanz : UVK Verlagsgesellschaft mbH. — 296 S. — ISBN 3896696777.